# قسم صائين قلعة الريفي (مقاطعة أبهر)
قسم صائين قلعة الریفي (بالفارسية: دهستان صائین‌قلعه) هي قسم تقع في إيران في قسم. يقدر عدد سكانها بـ 12,005 نسمة .